# En sommarsaga
Denna artikel handlar om Anne Charlotte Lefflers roman En sommarsaga. För filmen av Arne Sucksdorff, se En sommarsaga (film). För Pierre Isacssons musikalbum med samma namn, se En sommarsaga (musikalbum).
En sommarsaga är en roman av den svenska författaren Anne Charlotte Leffler, utgiven första gången 1886 som Ur lifvet IV. Titeln utgavs på Hæggströms boktryckeri och bokförlags AB under namnet Anne-Charlotte Edgren.

## Om romanen
Ett första kapitel av En sommarsaga publicerades i Saga för Nordiska museet 1885. Arbetet med romanen kom igång på allvar hösten samma år och i mitten av juni 1886 utkom verket i sin helhet.
Romanens manlige huvudperson, Rolf Falk, var till stor del baserad på Lefflers vän och förälskelse Adam Hauch. Relationen till Hauch gav upphov till skvaller kring Leffler. Bland annat skickade Verner von Heidenstam en bild till August Strindberg med den tillhörande texten "Fru Edgren i drömmen våldtagen af en grof, djefla man". Strindberg angrep även Leffler öppet i en dansk tidning i ämnet.

## Handling
En sommarsaga har två delar där den första är ljust tecknad. I denna träffas Rolf Falk och Ulla Rosenhane på en badort och förälskelse uppstår. Den andra delen är på motsatt sätt mörkt tecknad. I denna har Falk och Rosenhane gift sig och Rosenhane kämpar för frihet och integritet inom äktenskapet.

## Personer (urval)
- Rolf Falk, romanens manlige huvudperson. Han är förälskad i Rosenhane.[3] Han är från Norge och talar i romanen norska, trots att boken i övrigt är skriven på svenska. Detta kan ses som ett försök från Lefflers sida att överbrygga språk- och nationsgränser.[4]
- Ulla Rosenhane, romanens kvinnliga huvudperson. Hon är förälskad i Falk.[3]

## Mottagande
I Nordisk Tidskrift recenserade signaturen Robinson (Urban von Feilitzen) romanen. Han beskrev den som en konstnärsroman. Han ansåg att läsaren inte fick svar på den fråga som romanen ställde (huruvida självständiga kvinnor kan förverkliga äktenskapet eller ej). Han berömde dock Leffler för att hon skrivit romanen med djup inlevelse.
Ellen Key var missnöjd med hur En sommarsaga slutade och närmare bestämt det faktum att Falk får ge upp mer än Rosenhane, vilket Key ansåg bara var en omflyttning av de traditionella rollerna.
Den anonyme anmälaren i Nya Dagligt Allehanda ansåg att En sommarsaga var en typ av litteratur som skulle leda till "fruktansvärda omgestaltningar" av familjelivet. Han befarade vidare att "fruntimmersriket" låg i "sin linda".
I Dagny hade recensenten L.H. Åberg synpunkter på att Leffler hade gjort huvudpersonerna för ovanliga. Han ansåg att detta gjorde "konflikten mindre intressant ur generell synvinkel". Läsaren skulle helt enkelt inte lära sig någonting om hur vanliga människor skulle reda sig i sina enklare förhållanden ansåg han.
I Ny Illustrerad Tidning uttryckte recensenten Hellen Lindgren sin uppskattning över att kampen mellan romanens två individualister (Falk och Rosenhane) slutade med en kompromiss mellan de båda och inte med att den ena parten underkuvade sig. Vidare berömde han Leffler för att hon ägnade kärleken så stor betydelse i romanen.
Sydsvenska Dagbladet kallade Leffler för den "snillrika författarinnan" och framhöll hennes En sommarsaga och Strindbergs Tjänstekvinnans son som de enda två verk som skiljde sig från den övriga usla svenska litteraturen. Ytterligare lovord fick Leffler i Göteborgs-Posten som kallade henne den "mycket omtalade, geniala författarinnan".

## Utgåvor
- Leffler, Anne Charlotte (1886). Ur lifvet. Saml. 4, En sommarsaga. Stockholm: Z. Hæggström. Libris 650381
- Leffler, Anne Charlotte (1914). En sommarsaga. (2 uppl.). Stockholm: Ljus. Libris 1636069
- Leffler, Anne Charlotte (2008). Ur lifvet Bd 4, En sommarsaga / A. Ch. Edgren-Leffler.. Enskede: TPB. Libris 12568647
- Leffler, Anne Charlotte (2010). En sommarsaga: roman. Atlas vintage ([Ny utg.]). Stockholm: Atlas. Libris 12039055. ISBN 978-91-7437-093-5

### Översättningar
En sommarsaga har översatts till danska (1886), nederländska (1890), tyska (1894) och finska (1922).

### Fotnoter
1. 1 2  ”En sommarsaga”. Kungliga biblioteket. http://libris.kb.se/hitlist?q=Leffler+En+sommarsaga&r=&f=simp&t=v&s=r&g=&m=25. Läst 4 december 2012.
2. 1 2  Lauritzen 2012, s. 343-359
3. 1 2 3  Lauritzen 2012, s. 352
4. ↑  Gedin 2004, s. 50
5. 1 2  Lauritzen 2012, s. 363
6. ↑  Lauritzen 2012, s. 364
7. 1 2 3  Lauritzen 2012, s. 365